# Idioma prototúrquico
El idioma prototúrquico o idioma prototúrcico es la reconstrucción lingüística del ancestro común de las lenguas túrquicas que era hablado por los pueblos prototúrquicos antes de su divergencia en los diversos pueblos túrquicos. El prototúrquico se separó en las lenguas ogúricas (occidental) y túrquico común (oriental). Los candidatos para la patria prototúrquica van desde Asia Central occidental hasta Manchuria, con la mayoría de los académicos coincidiendo en que se encontraba en la parte oriental de la estepa de Asia Central, mientras que un autor ha postulado que el prototúrquico se originó hace 2.500 años en Asia Oriental.
Los registros más antiguos de una lengua túrquica, las inscripciones de Orjón en túrquico antiguo del kaganato göktürk del siglo VII, ya muestran características del túrcico común oriental.
Durante mucho tiempo, la reconstrucción del prototúrcico se basó en comparaciones del túrquico antiguo con fuentes tempranas de las ramas túrquicas comunes occidentales, como Oghuz y Kipchak, así como el Oghur occidental propiamente dicho (búlgar, chuvasio, jázaro).
Debido a que la atestación temprana de estos idiomas no orientales es mucho más escasa, la reconstrucción del prototúrquico todavía se basa fundamentalmente en el túrcico antiguo más oriental de los Göktürks, aunque ahora también incluye un análisis más completo de todas las formas escritas y habladas del idioma.
El idioma prototúrquico muestra evidencia de influencia de varios grupos lingüísticos vecinos, incluyendo iranio oriental, tocario y chino antiguo.

## Fonología

### Consonantes
El sistema consonántico presentaba un contraste de dos vías de consonantes oclusivas (fortis vs. lenis), k, p, t vs. g, b, d. También existía una consonante africada, ç; al menos una sibilante s, y sonorantes m, n, ń, ŋ, r, l con una serie completa de consonantes nasales. Algunos académicos además reconstruyen los sonidos palatalizados ĺ y ŕ para los conjuntos de correspondencia ogúrico /l/ ~ túrquico común *š y ogúrico /r/ ~ túrquico común *z. Sin embargo, la mayoría de los académicos asumen que estos son los reflejos regulares del prototúrquico *l y *r. Por lo tanto, a veces se hace referencia al ogúrico como lir-túrquico y al túrquico común como shaz-túrquico.
Una reconstrucción glotocronológica basada en el análisis de isoglosas y sinicismos apunta a que la división r/z tuvo lugar aproximadamente entre el 56 a. C. y el 48 d. C. Como menciona A. V. Dybo, esto puede estar asociado con la situación histórica que se puede observar en la historia de la división de los hunos en grupos del norte y del sur: la primera separación y retirada de los hunos del norte hacia el oeste ocurrió, como se mencionó anteriormente, en el 56 a. C.,... la segunda división de los hunos (orientales) en grupos del norte y del sur ocurrió en el 48 d. C.
Dybo sugiere que durante ese período, la rama del Norte migró constantemente desde Mongolia occidental a través del sur de Sinkiang hacia Zungaria del norte y finalmente hacia Jetisu de Kazajistán hasta el siglo V.
No había contraste de fortis-lenis en posición inicial de palabra: las oclusivas iniciales siempre eran *b, *t, *k, la africada siempre era *č (*ç) y la sibilante siempre era *s. Además, las nasales y las líquidas no ocurrían en esa posición tampoco.
|                    |           | Bilabial | Dental o alveolar | Palatal   | Velar |
| ------------------ | --------- | -------- | ----------------- | --------- | ----- |
| Plosiva y africada | fortis    | *p       | *t                | *ç /t͡ʃ/   | *k    |
| Plosiva y africada | lenis     | *b       | *d                |           | *g    |
| Sibilante          | Sibilante |          | *s                |           |       |
| Nasal              | Nasal     | *m       | *n                | *ń /nʲ/   | *ŋ    |
| Líquida            | lateral   |          | *l                | (*ĺ /lʲ/) |       |
| Líquida            | rótica    |          | *r                | (*ŕ /rʲ/) |       |
| Semivocal          | Semivocal |          |                   | *j        |       |

Al igual que en muchos idiomas túrquicos modernos, las velares /k/, /g/, y posiblemente /ŋ/ parecen haber tenido alófonos posteriores y anteriores ([k] y [q], [ɡ] y [ɢ], [ŋ] y [ɴ]) según sus entornos, con los alófonos velares ocurriendo en palabras con vocales anteriores, y los alófonos uvulares ocurriendo en palabras con vocales posteriores. Las oclusivas lenis /b/, /d/ y /g/~/ɢ/ pueden haber tendido hacia fricativas intervocálicamente.

### Vocales
Como la mayoría de sus descendientes, el prototúrquico exhibía armonía vocálica, distinguiendo las cualidades vocálicas a, ï, o, u vs. ä, e, i, ö, ü, así como dos cantidades vocálicas. Aquí, los macrones representan vocales largas. Algunos académicos (por ejemplo, Gerhard Doerfer) además reconstruyen un *ë central bajo basado en conjuntos cognados con chuvasio, tuvano y yakuto, ï correspondiente a en todas las demás lenguas túrcicas, aunque estas correspondencias también pueden explicarse como derivadas de *a que experimentó cambios de sonido posteriores en esas tres lenguas. La fonemicidad de la distinción entre las dos vocales cerradas no redondeadas, es decir frontales *i y posteriores *ï, también es rechazada por algunos.
|               | frontal    | frontal       | posterior    | posterior  |
| no redondeada | redondeada | no redondeada | redondeada   |            |
| ------------- | ---------- | ------------- | ------------ | ---------- |
| alto          | *i, *ī /i/ | *ü, *ǖ /y/    | *ï, *ï̄ /ɯ/   | *u, *ū /u/ |
| medio         | *e, *ē /e/ | *ö, *ȫ /ø/~œ/ | (*ë, *ë̄ /ɤ/) | *o, *ō /o/ |
| bajo          | *ä, *ǟ /ɛ/ | *ö, *ȫ /ø/~œ/ | *a, *ā /a/   |            |

## Morfología

### Sustantivos
El plural de los sustantivos se forma mediante el sufijo *-lAr, sin embargo, el plural chuvasio -sem <-сем> parece ser un reemplazo tardío. Los sufijos posesivos reconstruibles en prototúrquico incluyen 1sg *-m, 2sg *-ŋ, y 3sg *-(s)i, los plurales de los poseedores se forman mediante *-z en las lenguas túrcicas comunes.

### Verbos
Los sufijos reconstruibles para los verbos incluyen:
- Aoristo: *-Vr
- Pasado: *-dI
- Sufijo negativo: *-mA
- 1sg: *-m < *-män < *bän
- 2sg: *-n < *sän
- 3sg: *-∅ < *ï
- 1pl: *-mïz/*-bïz < *bïz
- 2pl: *-sïz < *sïz

El prototúrquico también implica derivación con sufijos de voz gramatical, como en cooperativo *körüš, middle *körün, passive *körül, y causativo *körtkür.

## Vocabulario

### Pronombres
|             | Prototúrquico | Turco     | Azerí  | Turcomano | Kazajo         | Chuvasio      | Karakhaní | Uzbeko   | Uigur                 | Baskir | Kirguís       | Saja (Yakuto)  |
| ----------- | ------------- | --------- | ------ | --------- | -------------- | ------------- | --------- | -------- | --------------------- | ------ | ------------- | -------------- |
| yo          | *bë, *bän-    | ben, ban- | mən    | men       | men, ma-       | e-pĕ, man-    | men, man- | men      | men                   | min    | men           | min            |
| tú          | *së, *sän-    | sen, san- | sən    | sen       | sen, sa-, siz  | e-sĕ, san-    | sen, san- | sen, siz | sen, siz              | hin    | sen, siz      | en             |
| él/ella     | *an-, *o-l    | on-, o    | on-, o | ol        | on-, o-l       | un-, văl      | an-, ol   | u        | u                     | ul     | al            | kini, ol       |
| nosotros    | *bïŕ          | biz       | biz    | biz       | biz            | pir-          | biz       | biz      | biz                   | beð    | biz           | bihigi         |
| vosotros    | *sïŕ          | siz       | siz    | siz       | sender, sizder | sir-          | siz       | sizlar   | senler, siler, sizler | heð    | siler, sizder | ehigi          |
| ellos/ellas | *o-lar        | on-lar    | onlar  | olar      | olar           | vĕsem, vĕsen- | olar      | ular     | ular                  | ular   | alar          | kiniler, ollor |

### Númerales
|                     | Proto- túrquico | Túrquico ogúrico     | Túrquico ogúrico | Túrquico común | Túrquico común | Túrquico común | Túrquico común | Túrquico común | Túrquico común | Túrquico común | Túrquico común | Túrquico común | Túrquico común |
| Bulgárico del Volga | Proto- túrquico | Chuvasio             | Karakhaní        | Turco          | Azerí          | Turcomano      | Kazajo         | Uzbeko         | Uigur          | Baskir         | Kirguís        | Saja (Yakuto)  |                |
| ------------------- | --------------- | -------------------- | ---------------- | -------------- | -------------- | -------------- | -------------- | -------------- | -------------- | -------------- | -------------- | -------------- | -------------- |
| 1                   | *bï̄r            | بىر (bīr)            | pĕr              | bīr            | bir            | bir            | bir            | bir            | bir            | bir            | ber            | bir            | biir           |
| 2                   | *ëkï            | اَكِ (eki)             | ikĕ              | ikkī           | iki            | iki            | iki            | eki            | ikki           | ikki           | ike            | eki            | ikki           |
| 3                   | *üç             | وج (več)             | viśĕ             | üč             | üç             | üç             | üç             | üş             | uch            | üch            | ös             | üč             | üs             |
| 4                   | *dȫrt           | تُوات (tüvet)         | tăvată           | tȫrt           | dört           | dörd           | dört           | tört           | to'rt          | tört           | dürt           | tört           | tüört          |
| 5                   | *bë̄ĺ(k)         | بيال (byel)          | pilĕk            | bḗš            | beş            | beş            | bäş            | bes            | besh           | besh           | biş            | beş            | bies           |
| 6                   | *altı           | اَلطِ (altï)           | ultă             | altï̄           | altı           | altı           | alty           | altı           | olti           | alte           | altı           | altı           | alta           |
| 7                   | *jëtï           | جىَاتِ (čyeti)         | śičĕ             | yétī           | yedi           | yeddi          | ýedi           | jeti           | yetti          | yetti          | yete           | jeti           | sette          |
| 8                   | *säkïŕ          | ڛَكِڔ (sekir)          | sakăr            | sekiz          | sekiz          | səkkiz         | sekiz          | segiz          | sakkiz         | sekkiz         | higeð          | segiz          | аğıs           |
| 9                   | *tokuŕ          | طُخِڔ (tuxïr)          | tăhăr            | tokūz          | dokuz          | doqquz         | dokuz          | toğız          | to'qqiz        | toqquz         | tuğıð          | toguz          | toğus          |
| 10                  | *ōn             | وان (van)            | vun              | ōn             | on             | on             | on             | on             | o'n            | on             | un             | on             | uon            |
| 20                  | *jëgïrmï        | جِيِرم (čiyirim)       | śirĕm            | yegirmī        | yirmi          | iyirmi         | ýigrimi        | jıyırma        | yigirma        | yigrime        | yegerme        | jıyırma        | süürbe         |
| 30                  | *otuŕ           | وطر (vutur)          | văḍăr            | ottuz          | otuz           | otuz           | otuz           | otız           | o'ttiz         | ottuz          | utıð           | otuz           | otut           |
| 40                  | *kırk           | حرح (xïrïx)          | hĕrĕh            | kïrk           | kırk           | qırx           | kyrk           | qırıq          | qirq           | qiriq          | qırq           | kırk           | -              |
| 50                  | *ällïg          | اَلُّ (ellü)            | allă             | ellig          | elli           | əlli           | elli           | eliw           | ellik          | ellik          | ille           | elüü           | -              |
| 60                  | *ältmıĺ         | -                    | utmăl            | altmïš         | altmış         | altmış         | altmyş         | alpıs          | oltmish        | atmish         | altmış         | altımış        | -              |
| 70                  | *jëtmïĺ         | -                    | śitmĕl           | yetmiš         | yetmiş         | yetmiş         | ýetmiş         | jetpis         | yetmish        | etmish         | yetmeş         | jetimiş        | -              |
| 80                  | *säkïŕ ōn       | سكر وان (sekir van)  | sakărvun         | seksȫn         | seksen         | səksən         | segsen         | seksen         | sakson         | seksen         | hikhän         | seksen         | ağıs uon       |
| 90                  | *tokuŕ ōn       | طوخر وان (toxïr van) | tăhărvun         | toksōn         | doksan         | doxsan         | dogsan         | toqsan         | to'qson        | toqsan         | tuqhan         | tokson         | toğus uon      |
| 100                 | *jǖŕ            | جُور (čǖr)            | śĕr              | yǖz            | yüz            | yüz            | ýüz            | jüz            | yuz            | yüz            | yöð            | jüz            | süüs           |
| 1000                | *bıŋ            | -                    | pin              | miŋ            | bin            | min            | müň            | mıñ            | ming           | ming           | meñ            | miñ            | muñ            |

## Lectura adicional
- Dybo, A.V. (2014). "Early contacts of Turks and problems of Proto-Turkic reconstruction". In: Tatarica: Language, 2, p. 7-17.
- «Wheels and Carts of the Ancient Turks in a Linguistic View». Karadeniz Araştırmaları XVII (65): 167-176.

- Datos: Q3657773